# Haligovce
Haligovce (allemand : Helbingsaus) est un village de Slovaquie situé dans la région de Prešov.

## Histoire
Première mention écrite du village en 1338. L'ancien nom du village était Hedvigina Poruba.

## Géographie
Haligovce est situé à proximité de la frontière polonaise en bordure du parc national des Piénines. Une grotte a été classée en protection en 1979.

## Démographie

### Évolution de la population
| Année:               | 1994. | 2004.   | 2014.   | 2024.   |
| -------------------- | ----- | ------- | ------- | ------- |
| Nombre de personnes: | 651   | 683     | 652     | 653     |
| Différence:          |       | +4,91 % | -4,53 % | +0,15 % |

| Année:               | 2023. | 2024.   |
| -------------------- | ----- | ------- |
| Nombre de personnes: | 645   | 653     |
| Différence:          |       | +1,24 % |